# 阿慈介
阿慈介（アジェゲ、朝鮮語: 아자개、- 935年）は新羅末期の武将。後百済の始祖甄萱の父。阿慈个とも。

## 人物
国内が混乱する中、尚州加恩県の農民から身を起こし、885年に沙弗城を根拠地として軍隊を組織した。『三国遺事』の「李家伝」によれば、「李元善」の名で記述がある。918年に尚州の賊師・阿字蓋なる人物が高麗に帰附したが、これと同一人物かどうかは不明。第24代真興王の子孫とも伝わるが仮冒とみられる。
忠清南道論山市に墓所がある。